# Frans van de Konijnenburg
Frans van de Konijnenburg (Den Haag, 7 december 1954) is een Nederlands sportcoach en sportjurylid.
Van 1983 tot 1996 was Van de Konijnenburg nationale coach van het Nederlandse duikteam van de Koninklijke Nederlandse Zwembond. Hij was de bondscoach van de Nederlandse schoonspringploeg met onder meer Edwin en Daphne Jongejans bij de Olympische Spelen van 1984 en 1988. In 1996 bedacht hij voor Edwin Jongejans nog de drie en een halve contra-salto met halve schroef.
Van 1987 tot 2008 was hij jurylid in internationale duikwedstrijden waaronder het schoonspringen op de Olympische Spelen van 2004 (Athene) en 2008 (Peking). Tot heden is Van de Konijnenburg actief bij het jureren voor de internationale zwembond, actief tot minstens 1917 in het Technical Diving Committee van de Fédération Internationale de Natation. Hij is een door de Koninklijke Nederlandse Zwembond erkend internationaal jurylid.
Van de Konijnenburg doet in de televisieprogramma's Sterren Springen op Zaterdag (Nederland) en De Grote Sprong (België) dienst als jurylid. Nadat hij in april 2014 een hartaanval kreeg en daarop werd gedotterd, verving Maurice Wijnen hem tijdelijk.